# IC 188
IC 188 је појединачна звијезда у сазвјежђу Троугао која се налази на листи објеката дубоког неба у Индекс каталогу.
Деклинација објекта је + 27° 2' 40" а ректасцензија 2h 1m 51,0s. Налази се на удаљености од 58,693 милиона парсека од Сунца.